# Алікун-де-Ортега
Алікун-де-Ортега (ісп. Alicún de Ortega) — муніципалітет в Іспанії, у складі автономної спільноти Андалусія, у провінції Гранада. Населення — 520 осіб (2010).
Муніципалітет розташований на відстані близько 320 км на південь від Мадрида, 65 км на північний схід від Гранади.

## Демографія
Динаміка населення (INE ):

## Галерея зображень

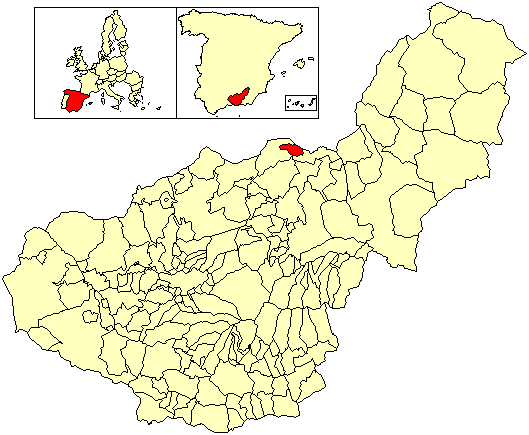
Розташування муніципалітету у провінції Гранада
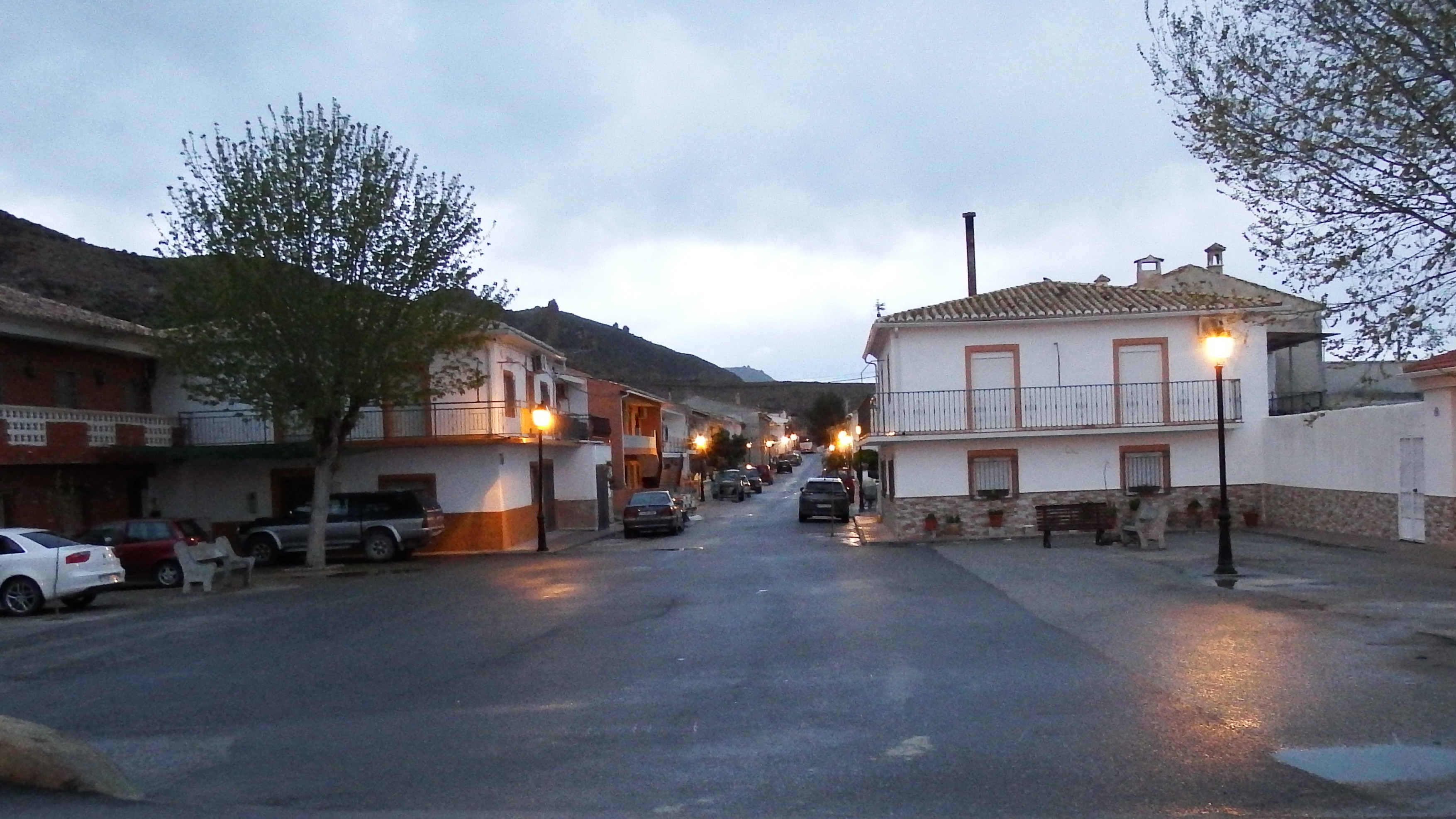
Alicún de Ortega (2019)